# Джек Гарґрівз (веслувальник)
Джек Гарґрівз (англ. Jack Hargreaves; нар. 24 липня 1993) — австралійський веслувальник, олімпійський чемпіон 2020 року, чемпіон світу.

## Виступи на Олімпіадах
| Олімпіада  | Дисципліна | Місце |
| ---------- | ---------- | ----- |
| Токіо 2020 | четвірки   | 1     |
| Париж 2024 | вісімки    | 6     |

## Зовнішні посилання
- Джек Гарґрівз на сайті FISA.
- Джек Гарґрівз (веслувальник) на сайті Міжнародної федерації веслувального спорту